# Albert Jugel
Albert Jugel (* 1948) ist ein deutscher Kybernetiker und Manager.

## Leben
Jugel studierte von 1967 bis 1968 Mathematik in Poděbrady, damals Tschechoslowakei, von 1968 bis 1974 an der TU Dresden, wo er als Dr.-Ing. in Kybernetik promoviert wurde. Von 1982 bis 1988 war er leitender Mitarbeiter im Kombinat Robotron, Dresden. Von 1988 bis 1991 wirkte Jugel als ordentlicher Professor an der TU Dresden im Wissenschaftsbereich Automatisierungstechnik (Leitung: Heinz Töpfer).
Am 16. November 1989 traf Jugel im Auftrag des damaligen Oberbürgermeisters von Dresden, Wolfgang Berghofer, und des Vorsitzenden des Ministerrats der DDR, Hans Modrow, in Dortmund erstmals auf Detlev Rohwedder, damals Vorstandsvorsitzender der Hoesch AG und später Präsident der Treuhandanstalt. In diesem und mehreren folgenden Gesprächen besprach Jugel mit Rohwedder angesichts der desolaten Lage der ostdeutschen Wirtschaft Möglichkeiten der Lohnarbeit von DDR-Betrieben für Hoesch sowie eine Kapitalbeteiligung von Hoesch an Unternehmen in der DDR. „Dr. Rohwedder sagte hier jede erdenkliche Unterstützung zu, falls der demokratische Prozess in der DDR in Richtung einer pluralistischen, demokratischen Gesellschaft läuft.“
1990  gründete er gemeinsam mit Heinz Töpfer die ADG Automatisierung Dresden GmbH. Arbeitsschwerpunkte der Firma waren und sind der Entwurf und die Planung sowie die Inbetriebnahme von Automatisierungslösungen, später die Entwicklung rechnergesteuerter und weitgehend automatisierter Prüfstände für Erzeugnisprüfungen.
Von 1991 bis 1997 war er als Geschäftsführer der Fuba Printed Circuits GmbH tätig. Vom 1. März 1999 bis 31. März 2008 war Jugel Mitglied des Vorstands der Drägerwerk in Lübeck und Leiter des Unternehmensbereichs Dräger Safety.
Im Jahr 2009 war Jugel Inhaber der VMP Venture Management Partners GmbH und Mitglied des Beirats der Bundesvereinigung Logistik.
Seit dem 19. August 2011 war Jugel Geschäftsführer des Feuerwehrausrüsters Ziegler in Giengen an der Brenz, der drei Tage zuvor Insolvenz angemeldet hatte.
Von 2004 bis 2019 war Jugel Vorsitzender des Förderkreises des Deutschen Feuerwehrverbandes.